# Zülow
Zülow är en kommun och ort i Landkreis Ludwigslust-Parchim i förbundslandet Mecklenburg-Vorpommern i Tyskland.
Kommunen ingår i kommunalförbundet Amt Stralendorf tillsammans med kommunerna Dümmer, Holthusen, Klein Rogahn, Pampow, Schossin, Stralendorf, Warsow och Wittenförden.